# Becco Alto d’Ischiator
Becco Alto d’Ischiator – szczyt w Alpach Nadmorskich, części Alp Zachodnich. Leży na granicy między Włochami (Piemont) a Francją (Prowansja-Alpy-Lazurowe Wybrzeże). Szczyt można zdobyć ze schronisk: Rifugio Zanotti (2144 m) lub Rifugio Migliorero (2094 m). Leży na południe od Monte Tenibres. najbliższe miejscowości to Saint-Étienne-de-Tinée we Francji oraz Vinadio i Pietraporzio we Włoszech.
Pierwszego wejścia dokonał Ludwig Purtscheller 28 czerwca 1890 r.